# Pîtres
Pour les articles homonymes, voir Pitres (homonymie).
Pîtres est une commune française située dans le département de l'Eure, en région Normandie.
La ville est connue pour l'édit du concile de Pîtres de 864 par lequel Charles le Chauve établit la refonte des monnaies.

## Géographie

### Localisation
Localité du département de l'Eure, Pîtres, distante d'une trentaine de kilomètres au sud-est de Rouen, se situe à la confluence de l'Andelle, affluent en rive droite de la Seine. Elle trouve sa place à la rencontre des deux vallées qui ont formé le site spectaculaire de la côte des Deux-Amants.
| Quévreville-la-Poterie (Seine-Maritime) | Boos (Seine-Maritime) | La Neuville-Chant-d'Oisel (Seine-Maritime) |
| Le Manoir                               | Pîtres                | Romilly-sur-Andelle                        |
| Léry                                    | Poses                 | Amfreville-sous-les-Monts                  |

Pîtres possède plusieurs écarts qui sont les Essarts, l'Île Sainte-Hélène, le Port de Pîtres et la vallée Galantine. Le Quartier Saint-Martin, le Nouveau Pîtres ou les Varennes sont des quartiers de la commune.

### Géologie et relief
S'étendant sur 1 347 ha à 15 m d'altitude, Pîtres, de par sa géologie typique des vallées fluviales, possède des sols constitués par un mélange d'alluvions contemporaines, diluvium et de craie blanche. Ces terres sont utilisées pour la culture des céréales et du lin et par des bois.

### Hydrographie
La commune est située dans le bassin Seine-Normandie. Elle est drainée par la Seine, l'Andelle et un autre petit cours d'eau,.
L'Andelle, d'une longueur de 57 km, prend sa source dans la commune de Serqueux et se jette  dans la Seine sur la commune, après avoir traversé 24 communes.

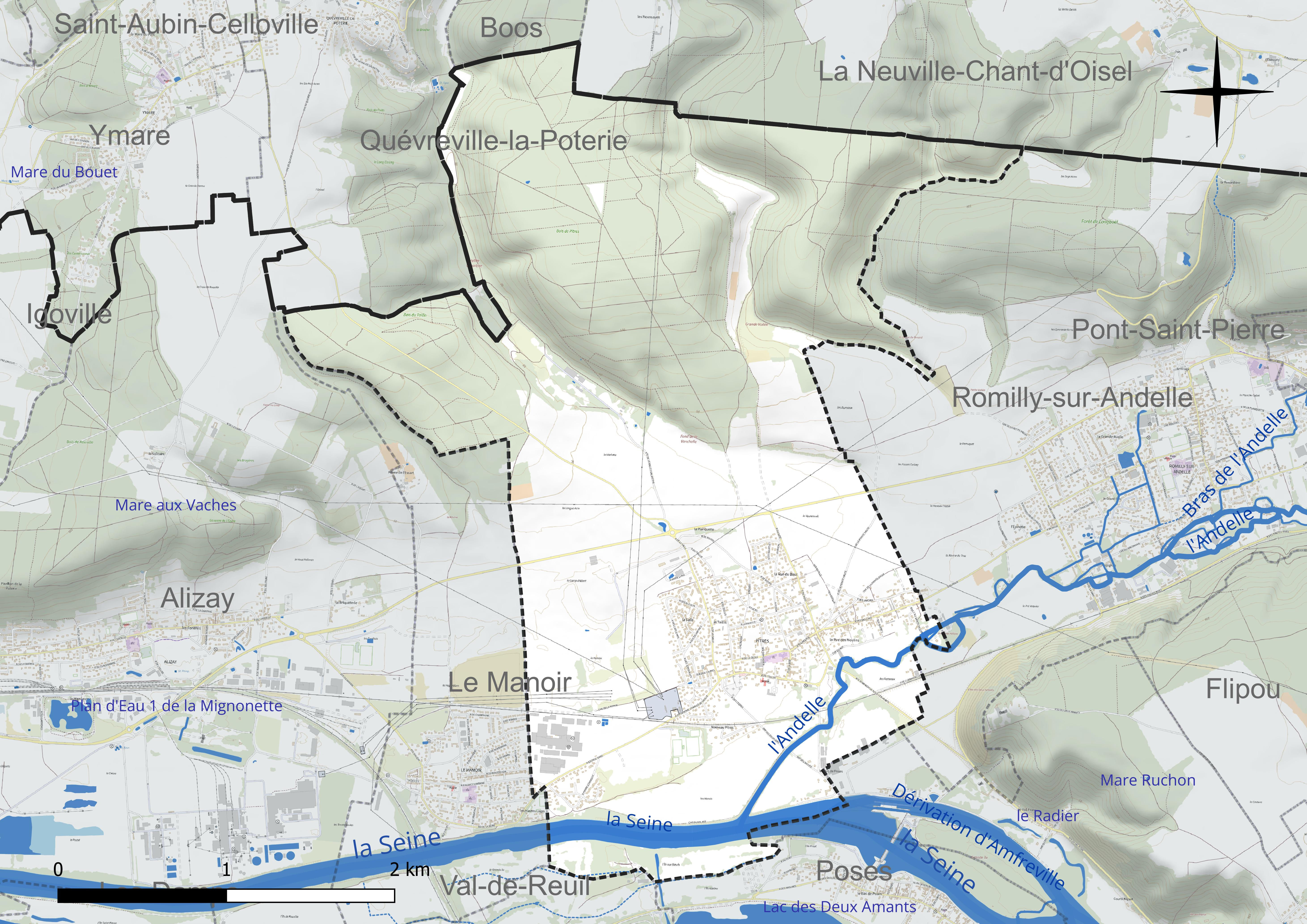
Réseau hydrographique de Pîtres.

### Climat
Pour des articles plus généraux, voir Climat de la Normandie et Climat de l'Eure.
En 2010, le climat de la commune est de type climat océanique dégradé des plaines du Centre et du Nord, selon une étude du CNRS s'appuyant sur une série de données couvrant la période 1971-2000. En 2020, Météo-France publie une typologie des climats de la France métropolitaine dans laquelle la commune est exposée à un climat océanique et est dans la région climatique  Côtes de la Manche orientale, caractérisée par un faible ensoleillement (1 550 h/an) ; forte humidité de l’air (plus de 20 h/jour avec humidité relative > 80 % en hiver), vents forts fréquents. Parallèlement le GIEC normand, un groupe régional d’experts sur le climat, différencie quant à lui, dans une étude de 2020, trois grands types de climats pour la région Normandie, nuancés à une échelle plus fine par les facteurs géographiques locaux. La commune est, selon ce zonage, exposée à un « climat des plateaux abrités », correspondant aux plaines agricoles de l’Eure, avec une pluviométrie beaucoup plus faible que dans la plaine de Caen en raison du double effet d’abri provoqué par les collines du Bocage normand et par celles qui s’étendent sur un axe du Pays d'Auge au Perche.
Pour la période 1971-2000, la température annuelle moyenne est de 11,2 °C, avec  une amplitude thermique annuelle de 14,3 °C. Le cumul annuel moyen de précipitations est de 754 mm, avec 11,9 jours de précipitations en janvier et 7,7 jours en juillet. Pour la période 1991-2020, la température moyenne annuelle observée sur la station météorologique la plus proche, située sur la commune de Boos à 8 km à vol d'oiseau, est de 10,9 °C et le cumul annuel moyen de précipitations est de 847,5 mm,. Pour l'avenir, les paramètres climatiques de la commune estimés pour 2050 selon différents scénarios d’émission de gaz à effet de serre sont consultables sur un site dédié publié par Météo-France en novembre 2022.

## Urbanisme

### Typologie
Au 1er janvier 2024, Pîtres est catégorisée ceinture urbaine, selon la nouvelle grille communale de densité à 7 niveaux définie par l'Insee en 2022.
Elle appartient à l'unité urbaine de Pîtres, une agglomération intra-départementale dont elle est ville-centre,. Par ailleurs la commune fait partie de l'aire d'attraction de Rouen, dont elle est une commune de la couronne,. Cette aire, qui regroupe 317 communes, est catégorisée dans les aires de 200 000 à moins de 700 000 habitants,.

### Occupation des sols
L'occupation des sols de la commune, telle qu'elle ressort de la base de données européenne d’occupation biophysique des sols Corine Land Cover (CLC), est marquée par l'importance des forêts et milieux semi-naturels (46 % en 2018), en augmentation par rapport à 1990 (43,5 %). La répartition détaillée en 2018 est la suivante : 
forêts (44,9 %), terres arables (26 %), zones urbanisées (10,7 %), prairies (5,1 %), zones industrielles ou commerciales et réseaux de communication (5 %), mines, décharges et chantiers (3,4 %), espaces verts artificialisés, non agricoles (2 %), eaux continentales (1,9 %), milieux à végétation arbustive et/ou herbacée (1,1 %). L'évolution de l’occupation des sols de la commune et de ses infrastructures peut être observée sur les différentes représentations cartographiques du territoire : la carte de Cassini (XVIIIe siècle), la carte d'état-major (1820-1866) et les cartes ou photos aériennes de l'IGN pour la période actuelle (1950 à aujourd'hui).

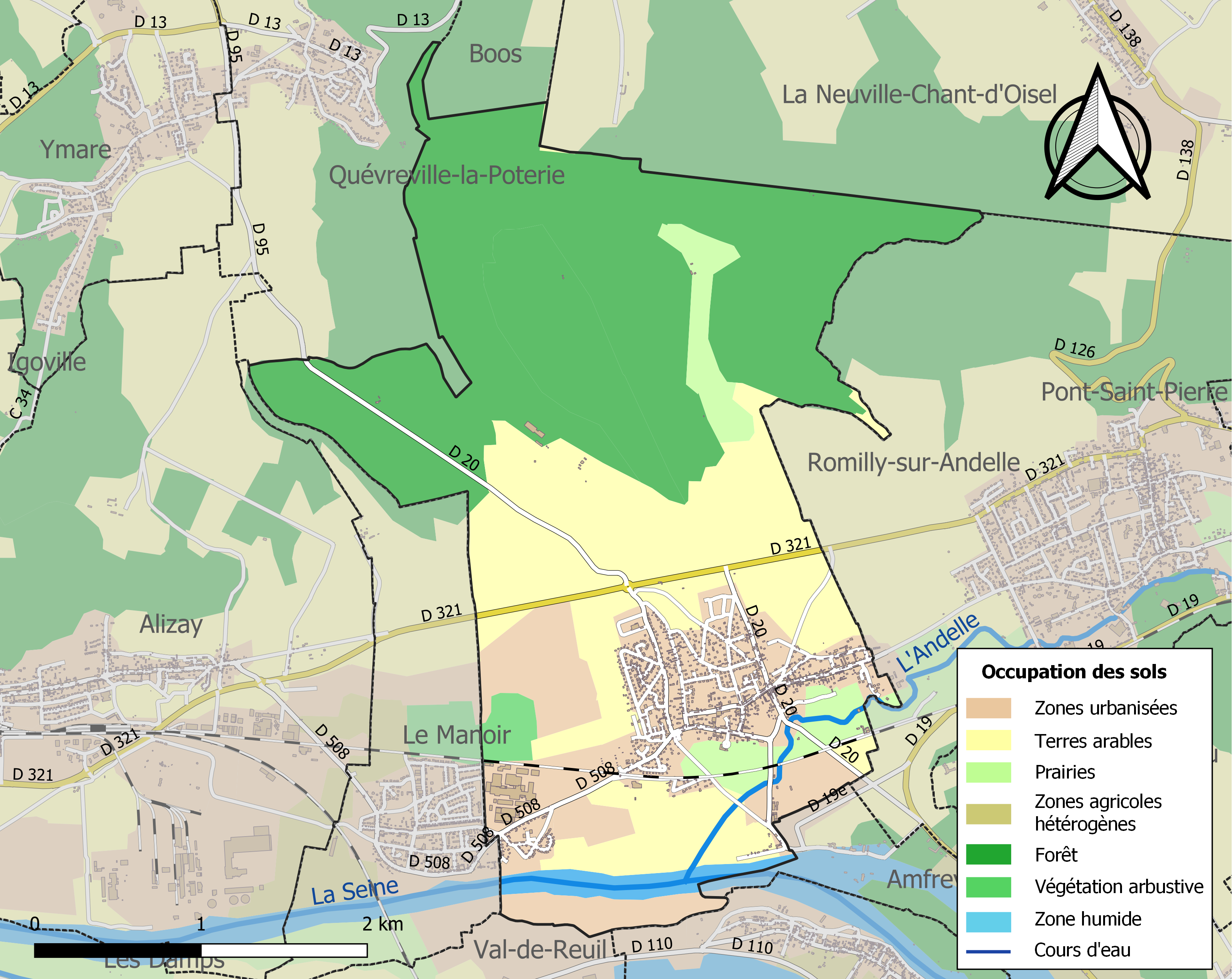
Carte des infrastructures et de l'occupation des sols de la commune en 2018 (CLC).

### Voies de communication et transports
Une ligne de chemin de fer à voie unique, reliant Alizay à Gisors-Embranchement, traverse Pîtres, qui possédait jadis une gare, maintenant détruite. Cette ligne sert au transport du fret avec, en particulier, le ramassage des bouteilles d'eau Pierval de la source de Pont-Saint-Pierre, située 2 km en amont, dans la vallée de l'Andelle, et le trafic généré par la sucrerie d'Étrépagny.

## Toponymie
Le nom de la localité est attesté sous les formes Locus qui dicitur Pistas au VIIe siècle (Vita sancti Condedi apud acta Sanctorum ord. S. Benedicti), Pistus entre 750 et 775 (dipl. du roi Pepin); Pistis en 862 (recueil des hist. de France), ad Pistas entre 862 et 868 (Annales de Saint-Bertin); Pistes vers 1018 (charte de Richard II), vers 1025 (Fauroux 53) et vers 1040 (Fauroux 94), de Pistris vers 1050 (Fauroux 120); Pistæ en 1119 (Orderic Vital); Pistræ e 1206 (cartulaire de Philippe Auguste), Pystres (p. d’Eudes Rigaud) et Pistre au XIIIe siècle (Marie de France, lai des Deux-Amants), Pistris en 1296 (cartulaire de Lyre), Pistres en 1722 (p. de Raoul Roussel) et jusqu'à l'époque moderne.
Le /r/ n'apparaît qu'au milieu du XIe siècle
Albert Dauzat et Charles Rostaing proposent sans conviction un mot latin pista « moulin », explication empruntée à Hermann Gröhler sur la base du participe pī̆stus, feminin pī̆sta « écrasé, battu », du verbe latin pīnsō. Quant à François de Beaurepaire qui les cite, il reste dubitatif sur cette hypothèse, d'ailleurs, pour lui, *pista n'est pas attesté en ce sens. Il considère son origine comme incertaine.

## Histoire
D'abord agglomération gallo-romaine, puis résidence royale sous les Mérovingiens, palais et château fort sous les Carolingiens, Pîtres, connu par des ordonnances, par des conciles et par différents monuments d’histoire, n'a conservé de son ancienne splendeur que son église dédiée à Notre-Dame (Xe siècle au plus tard). Pîtres devint sous Charles le Chauve, l'un des centres politiques majeurs de la Francie occidentale.
La richesse archéologique de Pîtres et de ses alentours est considérable, des époques proto-historiques à l'époque médiévale.
En 856, pour tenter d'endiguer les raids vikings, on construit un castrum. Un pont de bois a été construit sur la Seine et l'Eure à Pont-de-l'Arche vers 862, et protégé par deux forts, de part et d'autre. Ces défenses du règne de Charles II, dit Charles le Chauve, ont été décidées lors des plaids de Pîtres. Vers 869, le pont et les deux forts auraient été achevés.
En 885, les Vikings remontant la Seine pour assiéger Paris furent momentanément arrêtés par le fort de Pîtres.
Cependant, les Danois s'installent près de Pont-de-l'Arche, à très peu de distance en face de Pîtres, en un lieu attesté comme in portu Dancs ; Hasdans au XIe siècle, puis comme Asdans qui lors Arches appelée (Wace, XIIe siècle), aujourd'hui Les Damps « les Danois ».
La découverte remarquable d'une sépulture féminine viking à la Pierre Saint-Martin révèle que les Scandinaves se sont fixés, au moins temporairement, à cet endroit à la fin du IXe siècle. On y trouva notamment une paire de fibules en forme de tortues, caractéristiques de l'Est du monde nordique et qui sont entrées dans les collections du musée départemental des antiquités de Rouen.
Marie de France poétesse du Moyen Âge évoque dans son Lai des deux amants la cité de Pîtres (Pistres) vers 1190 :
Jadis advint en Normandie

une aventure bien connue

de deux jeunes gens qui s'entre-aimèrent,

Par amour tous deux finirent.

Un lai en firent les Bretons :

Des deux Amants il reçut le nom.

La vérité est qu'en Neustrie,

Que nous appelons Normandie,

sur un haut mont à merveille grand:

Là dessus gisent les deux enfants

Près de ce mont à part

Par grand conseil et par égard

Une cité fût faite par le roi

qui était sire de Pîtres;

des Pistréiens il la fit nommer,

et Pistres la fît appeler.

de puis Toujours, a duré ce nom ;

Il y a encore une ville et des maisons.

Nous savons biens dans la contrée,

comment le Val de Pistres. est nommé.

....
Voir à ce sujet la côte des Deux-Amants située près de Poses, non loin de Pîtres, qui illustre cette légende.
En septembre 1914, un commando allemand chargé de faire sauter le pont d'Oissel, traversa le village, à bord de véhicules à moteur.

## Politique et administration

### Liste des maires
| Période                                  | Période   | Identité                | Étiquette   | Qualité                           |
| ---------------------------------------- | --------- | ----------------------- | ----------- | --------------------------------- |
| vers 1840                                |           | Jean Louis Lucien Vigor |             |                                   |
| Les données manquantes sont à compléter. |           |                         |             |                                   |
| mars 1959                                | mars 1977 | M. Clément              |             | Pharmacien                        |
| mars 1977                                | mars 2001 | Pierre Cobert           | PS          |                                   |
| mars 2001                                | mars 2008 | René Dréan              | SE          | Chef de projet retraité           |
| mars 2008                                | mars 2020 | Jean Carré              | SE - App.FG | Retraité de la fonction publique  |
| mars 2020                                | en cours  | Florence Lambert        | PS          | Retraitée de la fonction publique |
| Les données manquantes sont à compléter. |           |                         |             |                                   |

## Démographie
L'évolution du nombre d'habitants est connue à travers les recensements de la population effectués dans la commune depuis 1793. Pour les communes de moins de 10 000 habitants, une enquête de recensement portant sur toute la population est réalisée tous les cinq ans, les populations de référence des années intermédiaires étant quant à elles estimées par interpolation ou extrapolation. Pour la commune, le premier recensement exhaustif entrant dans le cadre du nouveau dispositif a été réalisé en 2006.

En 2022, la commune comptait 2 572 habitants, en évolution de +2,88 % par rapport à 2016 (Eure : −0,25 %, France hors Mayotte : +2,11 %).
| 1793  | 1800  | 1806 | 1821 | 1831 | 1836  | 1841  | 1846  | 1851  |
| ----- | ----- | ---- | ---- | ---- | ----- | ----- | ----- | ----- |
| 1 000 | 1 053 | 971  | 963  | 990  | 1 045 | 1 026 | 1 028 | 1 074 |

| 1856 | 1861 | 1866 | 1872 | 1876 | 1881  | 1886 | 1891  | 1896 |
| ---- | ---- | ---- | ---- | ---- | ----- | ---- | ----- | ---- |
| 980  | 930  | 914  | 905  | 888  | 1 054 | 939  | 1 005 | 972  |

| 1901 | 1906 | 1911 | 1921 | 1926 | 1931  | 1936 | 1946  | 1954  |
| ---- | ---- | ---- | ---- | ---- | ----- | ---- | ----- | ----- |
| 983  | 904  | 900  | 925  | 937  | 1 036 | 982  | 1 063 | 1 045 |

| 1962  | 1968  | 1975  | 1982  | 1990  | 1999  | 2006  | 2011  | 2016  |
| ----- | ----- | ----- | ----- | ----- | ----- | ----- | ----- | ----- |
| 1 278 | 1 848 | 2 374 | 2 312 | 2 285 | 2 290 | 2 118 | 2 391 | 2 500 |

| 2021  | 2022  | - | - | - | - | - | - | - |
| ----- | ----- | - | - | - | - | - | - | - |
| 2 596 | 2 572 | - | - | - | - | - | - | - |

## Économie
L'entreprise métallurgique Manoir Industries est installée sur le ban de la commune. L'industriel français MetalValue Powder va y investir 50 millions d’euros dans la construction d’une usine de poudre d’acier qui ouvrira ses portes fin 2018 avec des aides régionales et emploiera une centaine de personnes, elle produira jusqu’à 45 000 tonnes de poudre d'acier atomisée au gaz à partir de 2020, soit la production mondiale de 2018.

## Culture locale et patrimoine

### Lieux et monuments
- Néolithique : mégalithe de la Pierre Saint-Martin[31].
- Âge du bronze : armes.
- Âge du fer : nécropole gauloise dite de La Remise[32] (2 000 tombes), habitat permanent.
- Période romaine : balnéaire (thermes) de La Salle, théâtre (rue Bourgerue), habitat gallo-romain, trace de voie romaine.
- Époque médiévale :
  - mérovingienne : vases, infusoire, bagues, poteries ;
  - carolingienne : fibules scandinaves, nécropole de la Pierre Saint-Martin ;
  - ducale : moulins à eau de l'île Sainte-Hélène, église Notre-Dame Xe, voire IXe siècle, sarcophages en pierre et plâtre, habitat médiéval, poteries.
- Époque moderne et contemporaine : caves, maisons et fermes du XVIIe siècle, maison et ferme du XVIIIe siècle.

Vues depuis la colline des Deux-Amants
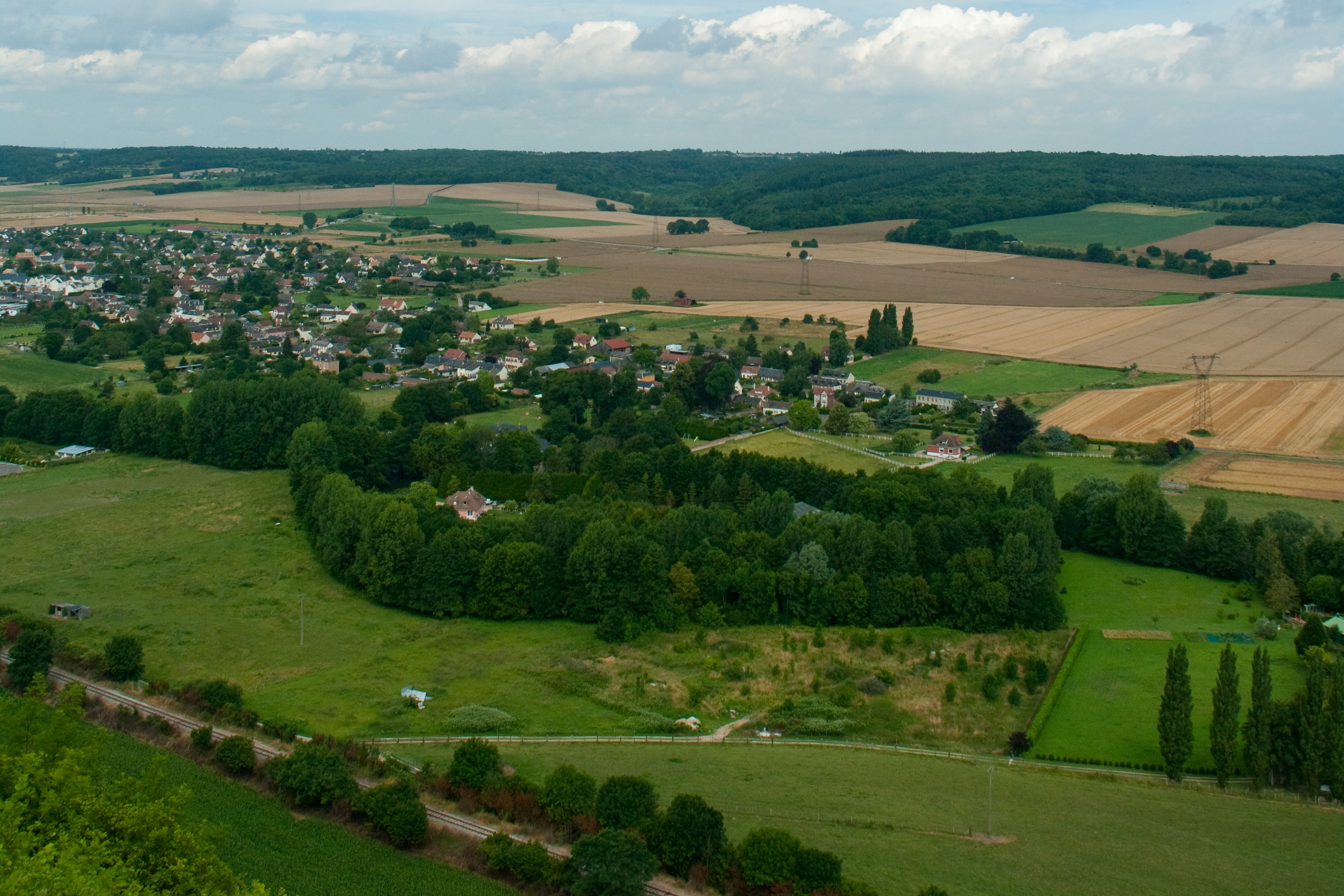
Île Sainte-Hélène.
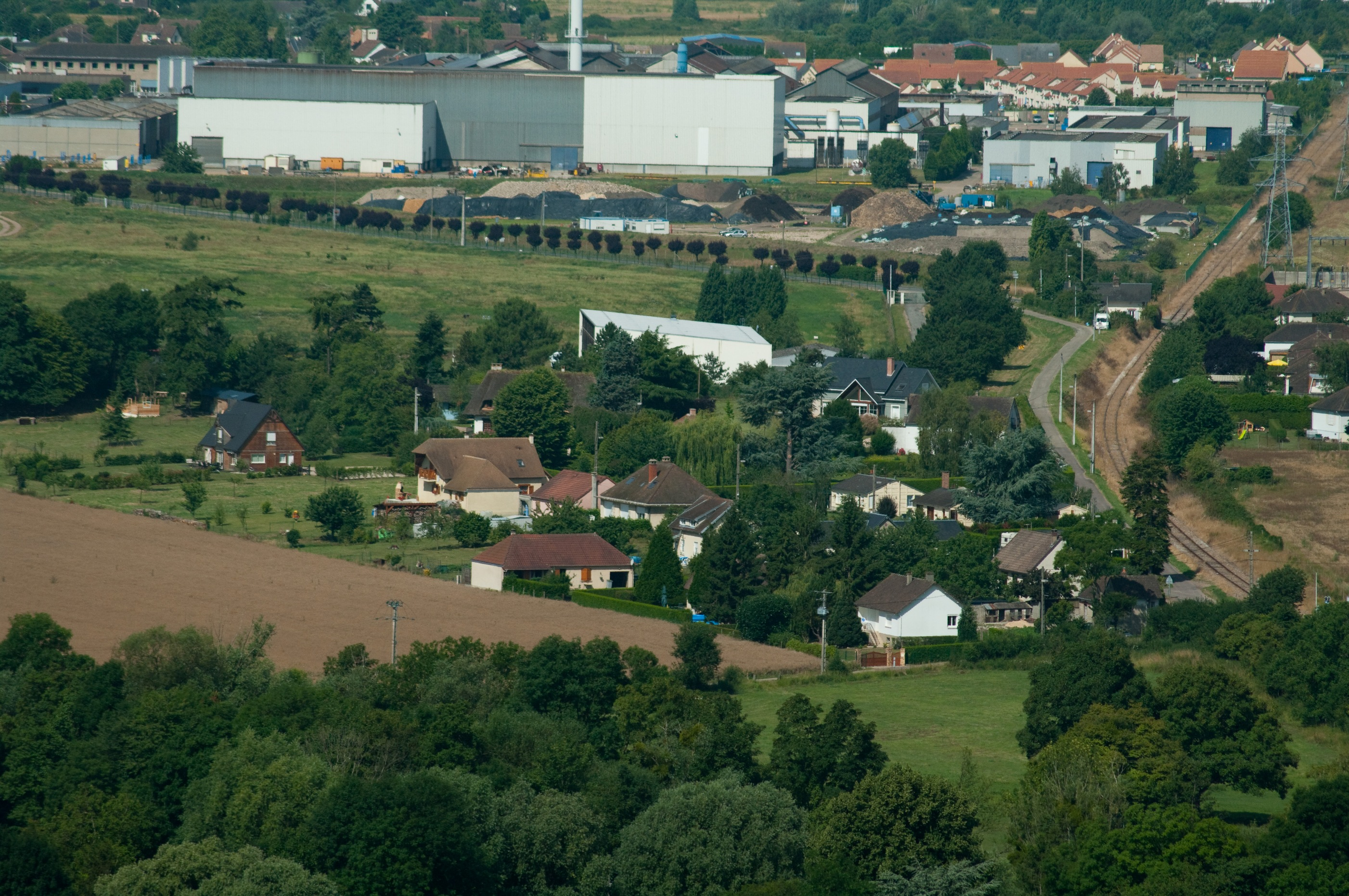
Le Nouveau Pîtres.
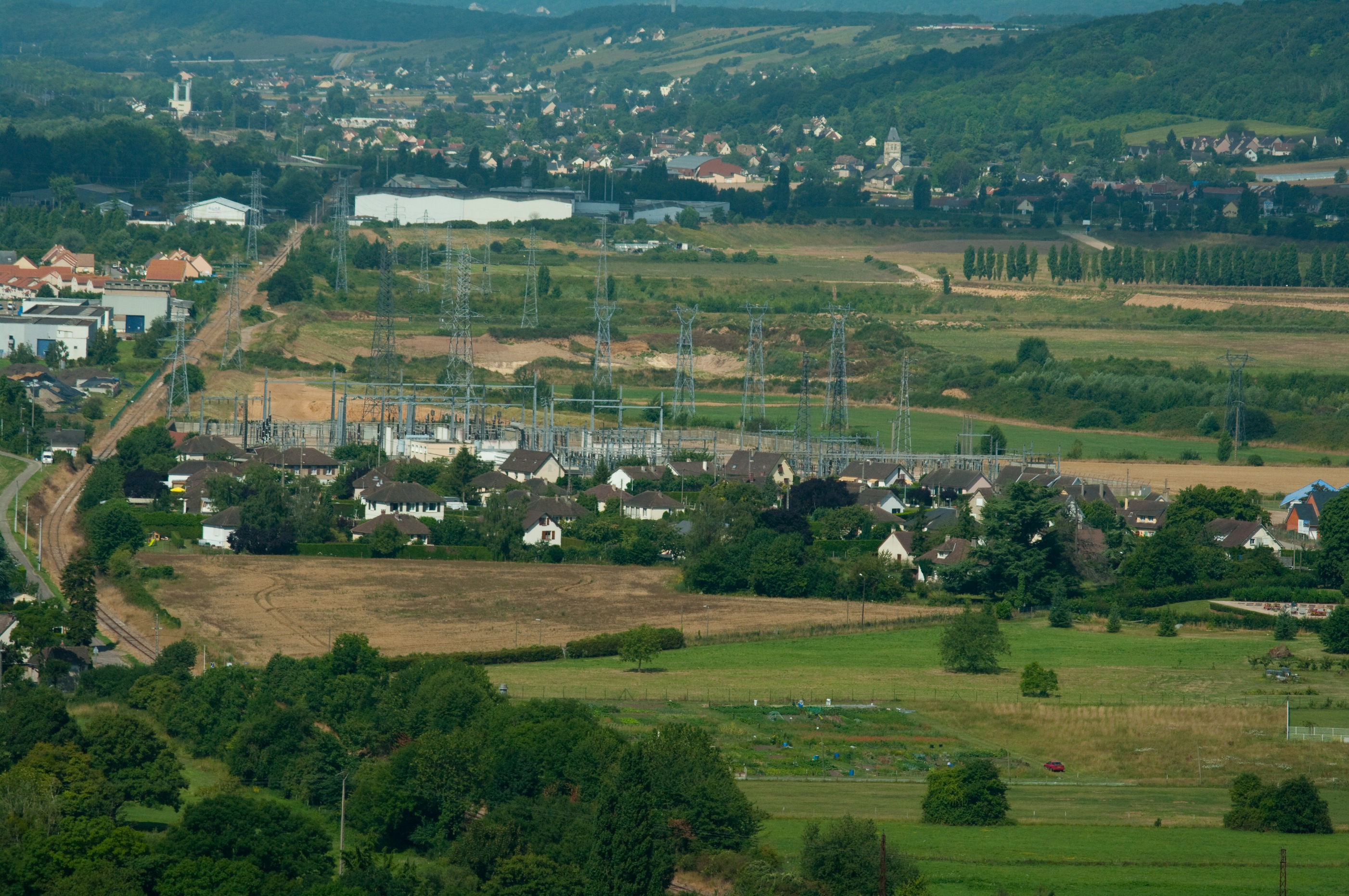
Les Varennes.
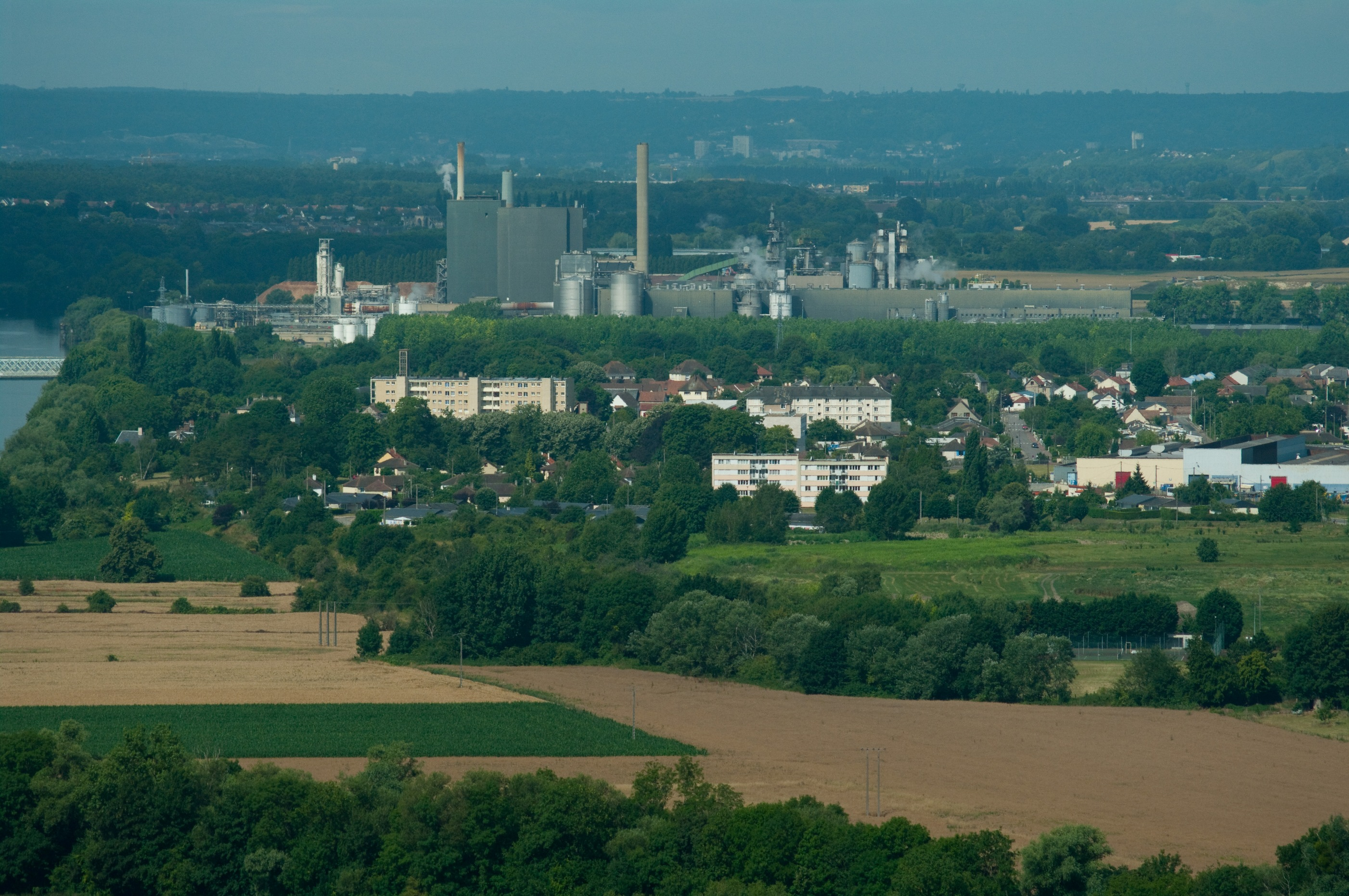
Quartier Saint-Martin et la Seine.
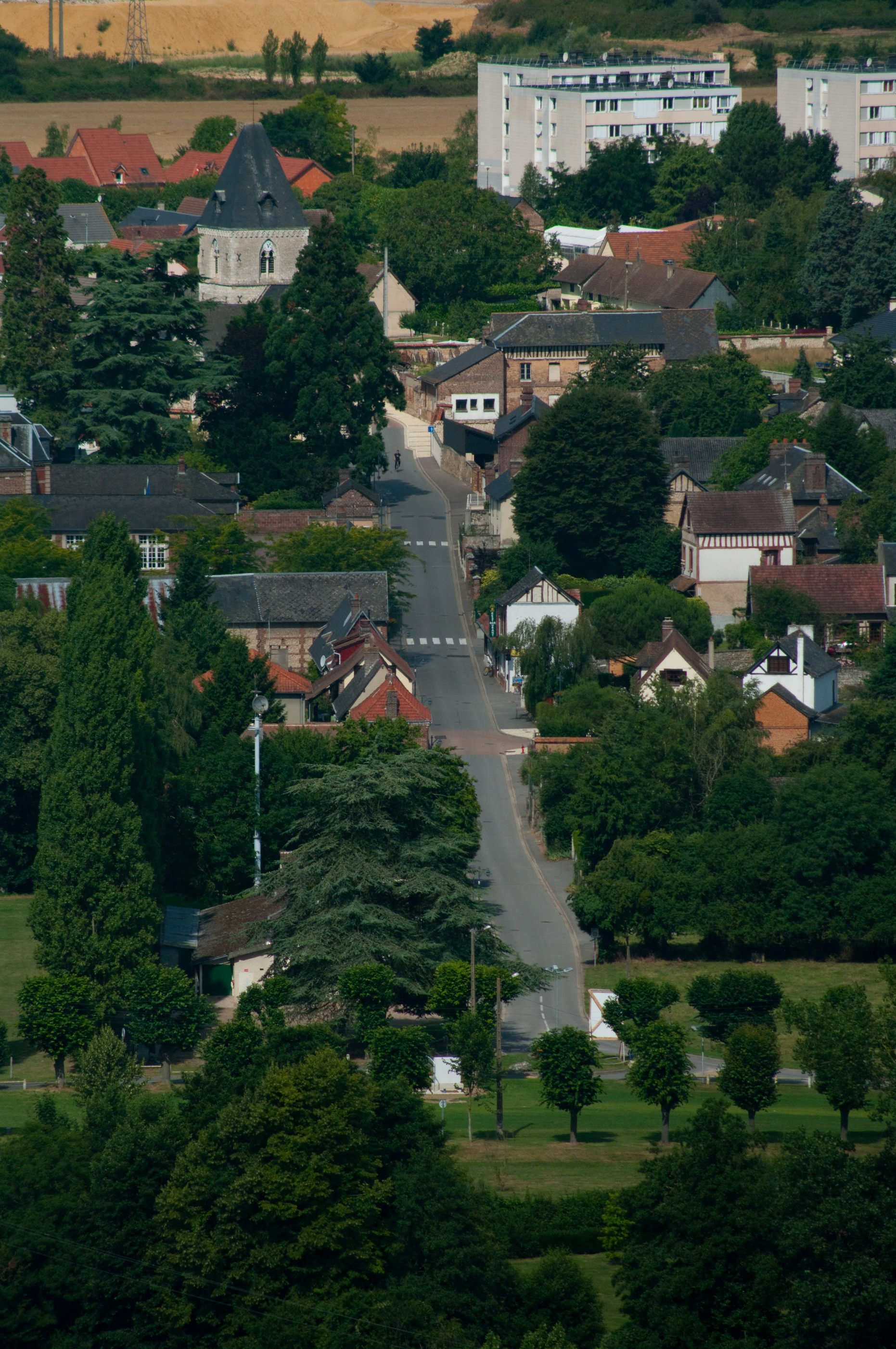
Rue de l'Église.
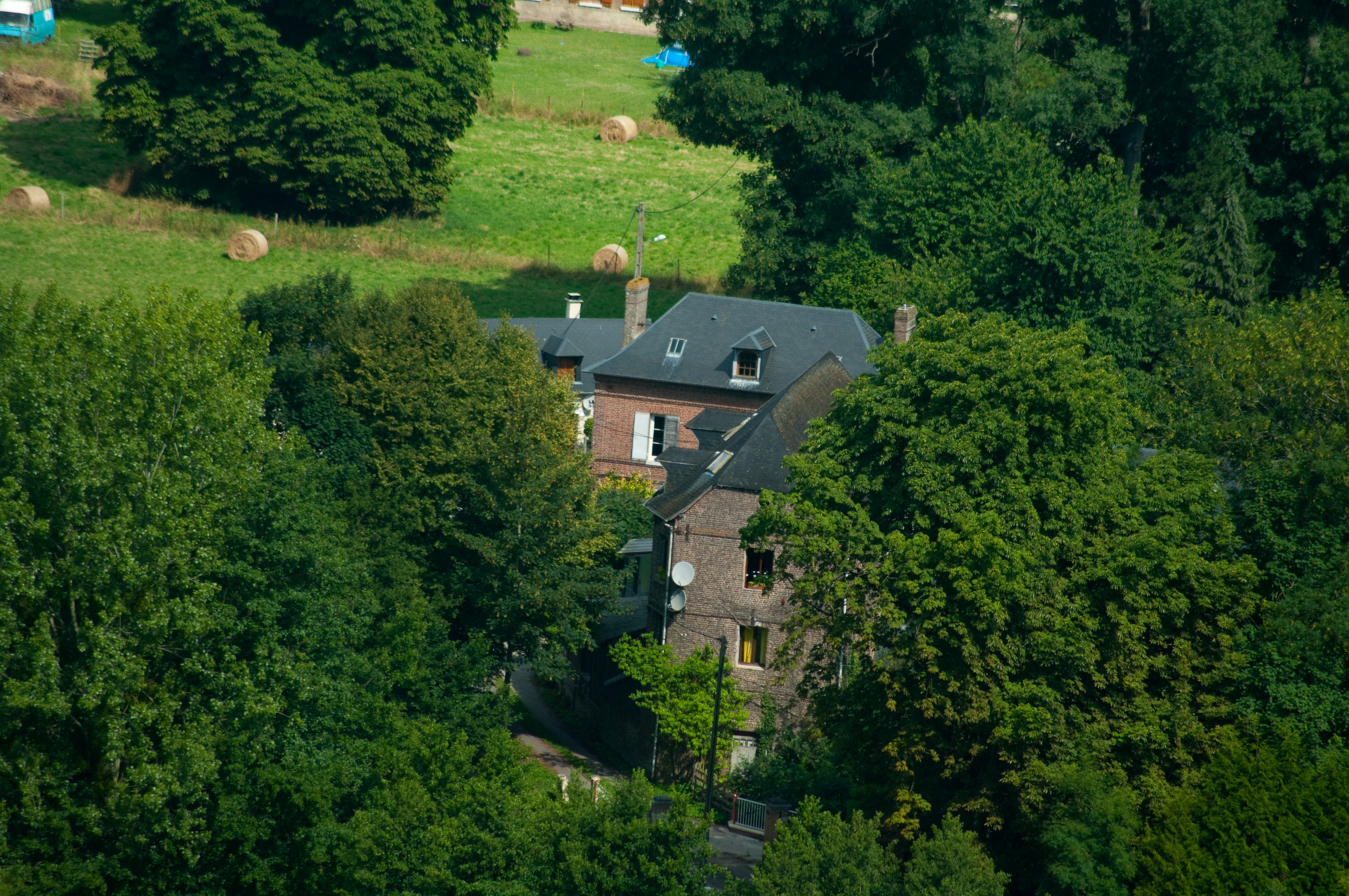
Le Moulin.

### Patrimoine naturel
- Les falaises de l'Andelle et de la Seine  Site inscrit (1981)[33].

### Personnalités liées à la commune
- Jacques Le Ber (Pîtres vers 1633 - Montréal, 25 novembre 1706) était un marchand et un seigneur à Montréal à l'époque de la Nouvelle-France.

### Héraldique
| Armes de Pîtres | Ces armes peuvent se blasonner ainsi aujourd'hui : De gueules à trois pals alésés d'or, au chef cousu d'azur chargé de deux étoiles d'argent. |